# Мусаев, Шахин Хейреддин оглы
Шахин Хейреддин оглы Мусаев (азерб. Şahin Xeyrəddin oğlu Musayev) — заместитель министра обороны Азербайджана, начальник Генерального штаба Вооружённых сил Азербайджана и исполняющий обязанности министра обороны Азербайджана в течение нескольких недель (январь—февраль 1992 года).

## Исполняющий обязанности министра обороны Азербайджана
В конце января-феврале 1992 года Шахин Мусаев, находясь на должности заместителя министра обороны Азербайджана, фактически взял на себя обязанности тогдашнего министра обороны Таджеддина Мехтиева, который большую часть своего времени находился в Нагорном Карабахе, лично руководя операцией в Дашалты (окрестности Шуши), завершившейся неудачей, когда множество азербайджанских солдат попало в засаду и были убиты. Кроме того, в течение нескольких недель были потеряно несколько деревень, имевших стратегическое значение: Киркиджан, Малыбейли, Ашагы Кушчулар, Юхары Кушчулар и Карадаглы, перешли под контроль армянских войск. 17 февраля 1992 года после захвата армянами села Карадаглы Ходжавендского района, в результате чего погибло более 70 мирных азербайджанцев, и незадолго до Ходжалинской резни Мехтиев был официально снят с поста министра обороны. Его на этом посту ненадолго сменил занимавший тогда должность начальника Генерального штаба Вооружённых сил Азербайджана Мусаев, а затем Министерство обороны возглавил Тахир Алиев.

## Начальник Генерального штаба ВС Азербайджана
Полковник Шахин Мусаев занимал должность начальника Генерального штаба Вооружённых сил Азербайджана с сентября 1991 года (официально с 22 января). Он неоднократно обвинялся в государственной измене. 7 мая 1992 года Мусаев позвонил коменданту Шуши Эльбрусу Оруджеву и приказал ему обезвредить наземные мины на всех въездах в Шушу и отвести всё оружие и военную технику с первых позиций якобы из-за визита представителей Красного Креста и Организации по безопасности и сотрудничеству в Европе. Выполнение этого приказа облегчило продвижение армянских войск в город на следующий день, и 8 мая Шуша пала. Находясь в Кубатлы летом 1992 года, Мусаев приказал азербайджанскому населению Кубатлинского района покинуть свои дома. Он якобы рассказал жителям Губадлы, что ракеты класса «земля-земля» были доставлены в Азербайджан и что Шуша, оккупированная в мае 1992 года, будет обстреляна этими ракетами, некоторые из которых могут случайно упасть на места их проживания. Полковник Нусрат Намазов, дислоцировавшийся тогда в Кубатлы, опроверг эти утверждения и высказал мнение, что эти ракеты можно было бы установить на высотах вокруг Кубатлы, откуда вести огонь в направлении Шуши, а в случае ошибок, они попадали бы по армянским позициям в Степанакерте, расположенном рядом с Шушей. Приказ Мусаева был воспринят как акт государственной измены в пользу армян, и он был задержан местными жителями, но освобождён по настоянию министра обороны Рагима Газиева. Впоследствии Мусаев бежал в Россию.

## «Заговор генералов»
Шахин Мусаев был одним из вдохновителей так называемого «заговора генералов», организованного с целью свержения правительства президента Азербайджана Гейдара Алиева. Шахин Мусаев вместе с Вахидом Мусаевым, другим бывшим заместителем министра обороны Азербайджана, и Фаигом Бахишалиевым (из Полицейского подразделения специального назначения) были арестованы и заключены в тюрьму в августе 1995 года по обвинению в организации попытки государственного переворота путём планирования сбить президентский самолёт в результате преднамеренного ракетного удара в мае 1995 года.